# Daïra de Sidi Bel Abbès
La daïra de Sidi Bel Abbès est une daïra d'Algérie située dans la wilaya de Sidi Bel Abbès et dont le chef-lieu est la ville éponyme de Sidi Bel Abbès.
La daïra regroupeune seul commune:
- Sidi Bel Abbès